# Federico Mateos
Federico Joel Mateos Pacheco (Boulogne, Argentina, 28 de marzo de 1993) es un futbolista argentino. Juega de mediocampista y actualmente milita en Ñublense de la Primera División de Chile.

## Trayectoria
Oriundo de Boulogne, arrancó a los 5 años jugando en un club de su barrio, uniéndose  a las divisiones inferiores de Boca Juniors a los 8 años, donde estuvo hasta los 18 años, cuando fue dejado libre. Pasó a la Reserva de Club Atlético Tigre, luego a Colegiales de Munro, quedando libre a fines de 2014. Sin firmar en ningún club, dedicó esos 6 meses a labores de catering, llegando a una inestabilidad económica que lo levó a pensar en retirarse del fútbol para estudiar.
Sin embargo, el segundo semestre de 2015 ficha por Club Atlético San Telmo de la Primera B Metropolitana. En 2018, es oficializada su llegada a Ñublense de la Primera B chilena. En 2020 logra el título del ascenso, mientras que en 2022 es parte importante de la campaña del conjunto chillanejo que termina como subcampeón de Primera División, clasificando a la Copa Libertadores.
El 11 de diciembre de 2022 es anunciado como nuevo jugador de Universidad de Chile.

## Estadísticas
| Club                         | Div.       | Temporada  | Liga  | Liga  | Copas nacionales | Copas nacionales | Torneos internacionales | Torneos internacionales | Total | Total |
| Club                         | Div.       | Temporada  | Part. | Goles | Part.            | Goles            | Part.                   | Goles                   | Part. | Goles |
| ---------------------------- | ---------- | ---------- | ----- | ----- | ---------------- | ---------------- | ----------------------- | ----------------------- | ----- | ----- |
| Colegiales (Munro) Argentina | 2ª         | 2014       | 4     | 0     | —                | —                | —                       | —                       | 4     | 0     |
| Colegiales (Munro) Argentina | 2ª         | 2015       | 13    | 1     | —                | —                | —                       | —                       | 13    | 1     |
| Colegiales (Munro) Argentina | Total club | Total club | 17    | 1     | 0                | 0                | 0                       | 0                       | 17    | 1     |
| San Telmo Argentina          | 2ª         | 2016-17    | 15    | 0     | —                | —                | —                       | —                       | 15    | 0     |
| San Telmo Argentina          | 2ª         | 2017-18    | 30    | 4     | —                | —                | —                       | —                       | 30    | 4     |
| San Telmo Argentina          | Total club | Total club | 45    | 4     | 0                | 0                | 0                       | 0                       | 45    | 4     |
| Ñublense · Chile             | 2ª         | 2018       | 11    | 0     | —                | —                | —                       | —                       | 11    | 0     |
| Ñublense · Chile             | 2ª         | 2019       | 23    | 2     | 4                | 0                | —                       | —                       | 27    | 2     |
| Ñublense · Chile             | 2ª         | 2020       | 25    | 8     | —                | —                | —                       | —                       | 25    | 8     |
| Ñublense · Chile             | 1ª         | 2021       | 31    | 4     | 6                | 2                | —                       | —                       | 37    | 6     |
| Ñublense · Chile             | 1ª         | 2022       | 27    | 3     | 3                | 2                | 2                       | 0                       | 32    | 5     |
| Universidad de Chile · Chile | 1ª         | 2023       | 20    | 2     | 2                | 1                | 0                       | 0                       | 22    | 3     |
| Universidad de Chile · Chile | 1ª         | 2024       | 14    | 1     | 8                | 1                | 0                       | 0                       | 22    | 2     |
| Universidad de Chile · Chile | Total club | Total club | 34    | 3     | 10               | 2                | 0                       | 0                       | 44    | 5     |
| Ñublense · Chile             | 1ª         | 2025       | 11    | 1     | 5                | 3                | 2                       | 0                       | 18    | 4     |
| Ñublense · Chile             | Total club | Total club | 128   | 18    | 18               | 7                | 4                       | 0                       | 150   | 25    |
| Total                        | Total      | Total      | 224   | 26    | 28               | 9                | 4                       | 0                       | 256   | 35    |
| 1. 2. 3.                     |            |            |       |       |                  |                  |                         |                         |       |       |

## Palmarés

### Campeonatos nacionales
| Título     | Club                 | País  | Año  |
| ---------- | -------------------- | ----- | ---- |
| Primera B  | Ñublense             | Chile | 2020 |
| Copa Chile | Universidad de Chile | Chile | 2024 |

### Distinciones individuales
| Distinción                                        | Año  |
| ------------------------------------------------- | ---- |
| Mejor Jugador de la Primera B de El Gráfico Chile | 2020 |
| Equipo ideal del año en la Gala Crack Easy        | 2022 |